# Xosé Hermida
Xosé Andrés Vázquez Hermida, más conocido como Xosé Hermida (Boiro, 1963) es un periodista español.

## Biografía
Xosé Hermida es licenciado en Filosofía por la Universidad de Santiago de Compostela. Comenzó trabajando en su ciudad natal para El Correo Gallego y más tarde en los informativos de Radio Galega. Llegó al diario El País en Galicia en 1989, y permaneció en tierra gallegas para el mismo periódico durante veintiséis años como corresponsal (1989-2006), subdelegado de la edición gallega del diario (2006-2009) y delegado (2009-2015), hasta el cierre de la edición en Galicia. Después fue trasladado a la redacción central en Madrid, para seguidamente ser delegado en Brasil de la corresponsalía con sede en São Paulo. En julio de 2018, la nueva directora de El País, Soledad Gallego-Díaz, nombró a Xosé Hermida y Claudi Pérez jefes para noticias de nacional.
En 2017 el Colegio profesional de Periodistas de Galicia (CPXG) y el Club de Prensa de Ferrol le concedió el XIII Premio José Couso a la Libertad de Expresión. En el manifiesto leído durante la entrega del premio se señaló el reconocimiento a Xosé Hermida como «periodista que prestigia la profesión y del que los que lo conocen solo saben hablar bien, como profesional y como jefe». Hermida dedicó el premio a su esposa fallecida el año anterior, la periodista de la Agencia EFE, Ana Viqueira.